# Тудор Владимиреску
Тудор Владимиреску (око 1780—7. јун 1821.) је био румунски револуционарни војсковођа, вођа Влашког устанка из 1821. године. 

## Биографија

### Младост
Рођен је у Владимиру у Горжу (Олтенија) у сељачкој породици, највероватније 1780. године. Са 12 година послат је у Крајову у службу бољару Јану Глоговеану. Тамо је научио грчки језик. Постао је 1806. године ватаф (управник локалне милиције) у Клошанију. Узео је учешћа у Руско-турском рату (1806-1812). Награђен је орденом Светог Владимира 3. степена и стекао је руску заштиту и имунитет од гоњења турских власти након завршетка рата. Након рата, Тудор се вратио у Олтенију. Накратко је 1814. године отпутовао у Беч како би присуствовао парници око Глоговеануовог наслеђа. Његово путовање поклопило се са Бечким мировним конгресом, а верује се да је Владимиреску пратио исход конгреса. 
Након што се вратио у Влашку, Тудор је сазнао да је турска посада из Ада Кале, лутајући Горжом, уништила његову кућу. Од 1812. до 1821. године Владимиреску је стекао велики број присталица за планирани устанак. Имао је изузетне преговарачке способности. Добро је познавао прилике у Србији током Првог и Другог српског устанка. 

## Устанак
Након смрти Александра Сутуа (јануар 1821) Влашком је привремено управљао "Управни одбор" састављен од тројице регента, чланова бољарских породица, од којих је најистакнутији био кајмакам Григор Бранковеану. Одбор је радио против фанариота што је подстакло Владимирескуа да се побуни против турске власти. Како би купио време, Владимиреску је писао султану Махмуду правдајући се да његов циљ није збацивање турске власти већ очување традиционалних институција. Тада је Владимиреску већ био у преговорима са Филики Хетеријом, са којом је у контакту највероватније од 1819. године. 
Након утврђивања два манастира у Олтенији, која би му служила у случају турске интервенције, Владимиреску је отпутовао у Пад где је издао свој први проглас 23. јануара 1821. године. Прилази му велики број сељака. Програм Владимирескуа био је типичан за буржоаске револуције; сазивање скупштине састављене од свих слојева буржоазије, стварање националне армије, пореска реформа и сл. Владимиреску ступа у контакт са Александросом Ипсилантијем. Владимиреску је марта 1826. године ушао у Букурешт. Ипсиланти за то време ратује у Молдавији и ступа у везу са Владимирескуом. Руски цар Александар, веран политици Свете алијансе, није пристао да помогне устаницима изражавајући подршку турском султану Махмуду II за гушење устанка. Овакав став руског цара довео је до раскида савеза између Ипсилантија и Владимирескуа. Турци маја продиру у Влашку и заузимају Букурешт. Покрет Владимирескуа се распао, а он сам је заробљен од стране хетериста и стрељан. 